# Адам Плуг
Ада́м Плуг (настоящее имя Анто́ний Анто́нович Петке́вич; 23 октября 1823, село Замостье Слуцкого уезда Минской губернии — 2 ноября 1903, Варшава) — российский польско-белорусский писатель

, поэт, редактор, педагог. Свои произведения писал на польском и белорусском языках.

## Биография
Антоний Петкевич происходил из обедневшего шляхетского рода герба «Трубы»; его отец Антон был арендатором земельного участка. Окончил Слуцкую гимназию. В 1841 году его семья переехала в деревню Жуков Борок на Столбовщине, где он познакомился и подружился с поэтом Владиславом Сырокомлей (именно Владиславу Сырокомле Антон Петкевич посвятил свое первое стихотворение «Гара Замчышча» по мотивам белорусских народных сказок). Работал сначала домашним учителем в разных дворянских домах, в 1845—1846 годах учился на философско-литературном факультете Киевского университета, но затем из-за тяжёлого финансового положения семьи оставил учёбу и занялся учительской работой в городке Журын в Подолье. В 1856 году в Минске встретился с Винцентом Дуниным-Марцинкевичем и Станиславом Монюшко. В 1857 году женился на Людвике Сержпутовской и взял в аренду имение Поток около Винницы. 
В 1859 году переехал в Житомир и вместе с женой основал там мужскую гимназию с пансионом, возглавив это учреждение. В 1861 году российские власти лишили их права содержать просветительское учреждение. В 1862 году Адам и Людвика были арестованы за участие в антиправительственных манифестациях и заключены в Овруч. После возвращения домой стал учителем в Подолии (работал в качестве учителя в общей сложности четверть века). В 1864—1866 годах находился под арестом в Житомире, затем в Киеве. Затем был вынужден часто менять место жительства, занимался гувернёрской практикой. В 1868 году овдовел.
В декабре 1874 года по предложению издателя С. Левенталя переехал в Варшаву. В 1875—1879 годах был соредактором, а в 1879—1890 годах — редактором журнала «Kłosy» («Колосья») и автором многочисленных материалов о белорусских землях. В 1894—1899 годах редактировал также журнал «Wędrowiec» («Путешественник»), в 1891—1903 годах был главным редактором первых томов польскоязычной «Большой всеобщей иллюстрированной энциклопедии», одновременно являлся литературным редактором журнала «Wędrowiec» («Путешественник», 1894—1899), в 1899—1903 годах входил в состав редакции газеты «Kurier Warszawski» («Варшавский курьер»). Был одним из организаторов белорусского литературно-просветительского кружка, членом многих благотворительных, научных и литературных обществ. Умер в Варшаве, похоронен на кладбище Повонзки. В варшавском костёле св. Креста в 1905 году был установлен его бюст.
В печати дебютировал в 1847 году, в 1849 году написал четыре рассказа на белорусском языке и одну легенду; из них сохранился опубликованный впервые в 1918 году рассказ «Кручаная баба» («Витая баба»). Писал как поэзию, так и прозу (романы, повести, рассказы); как прозаик специализировался в основном на социально-нравственной тематике. Под влиянием знакомства с Сырокомлей начал писать стихи («Kłosy z rodzinnej niwy», «Pamiątki domowe» и другие), в которых воспевал прелести природы и сельской тишины; в этой лирике сильны христианские и фольклорные мотивы. Позже Петкевич написал серию повестей и рассказов стихами и прозой («Piastunka», «Marcin futornik», «Bezruki», «Skarby zaklęte», «Potęga modlitwy i jałmuźny», «Ofiara złotnika», «Kara Boźa», «Krwawy myrt», «Kifor» и другие), согласно ЭСБЕ, «непритязательных по замыслу и довольно ординарных по форме».
Наиболее известные свои произведения написал в 1860-х годах: «Duch i krew», «Oficjalista» (в «Kłosach» за 1867 г., отд. 1894 г.), «Bakalarze» (1869). Стремясь к реалистическому изображению жизни, наблюдал целую общественную группу и рисовал общие условия её быта. Так, в «Bakalarze» им была показана неприглядная картина жизни домашних учителей, представляющая большой бытовой интерес. В ряде своих произведений уделял внимание реалистическим описания быта знати. Среди поэтических произведений Питкевича того же периода — «Sroczka» (1869) и «Przyjaciele» (1870). Написал также несколько биографий: Крашевского (в «Ksiąźce Jubileuszowej», 1880), Одынца (в «Kłosach» за 1885 год) и так далее.
Кроме того, перевёл на польский язык ряд произведений Уильяма Шекспира, Виктора Гюго, Генриха Гейне, Александра Сергеевича Пушкина, В. Дунина-Марцинкевича. Произведения его авторства издавались в том числе в Минске (в сборнике «Голос из Литвы», 1859). Совместно с Винцентом Коротынским подготовил издание «Избранной поэзии» Гоголя (тома 1-5, 1890). Был известной фигурой в литературных кругах Варшавы. Полное собрание его сочинений, однако, никогда не было выпущено.